# Stanisławów (gmina)
Pour les articles homonymes, voir Stanisławów.
Stanisławów est une gmina rurale (gmina wiejska) de la powiat de Mińsk, dans la Voïvodie de Mazovie, dans le centre-est de la Pologne.
Son siège administratif (chef-lieu) est le village de Stanisławów, qui se situe environ 12 kilomètres au nord de Mińsk Mazowiecki (siège de la powiat) et 39 kilomètres à l'est de Varsovie (capitale de la Pologne).
La gmina couvre une superficie de 106,01 km2 pour une population de 6 240 habitants en 2006.

## Histoire
De 1975 à 1998, la gmina est attachée administrativement à la voïvodie de Siedlce.

Depuis 1999, elle fait partie de la voïvodie de Mazovie.

## Géographie
La gmina inclut les villages et localités de :

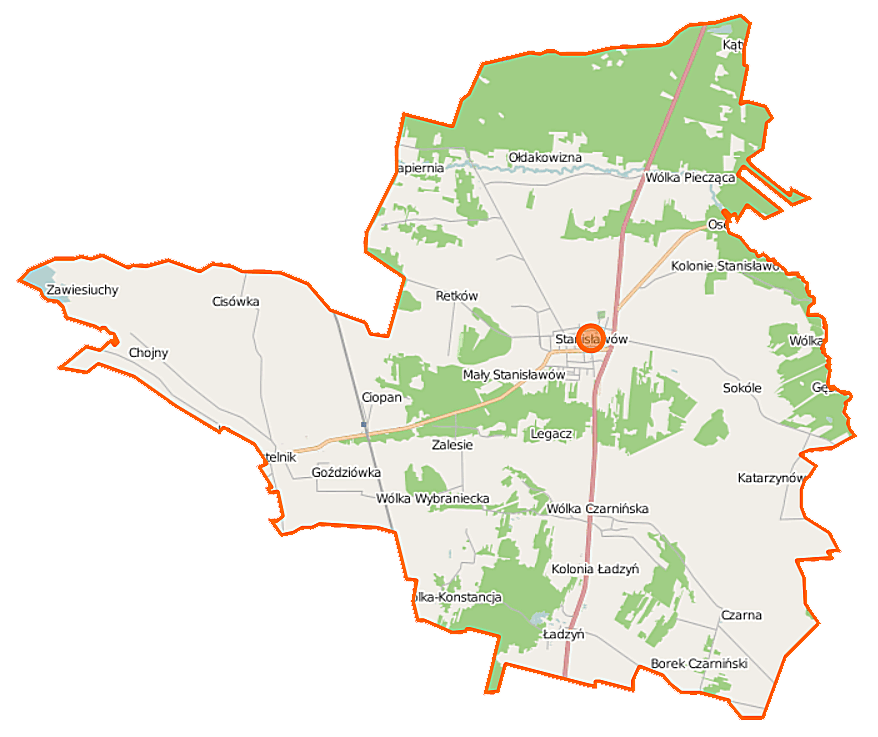
Plan de la gmina

- Borek Czarniński
- Choiny
- Ciopan
- Cisówka
- Czarna
- Goździówka
- Kolonie Stanisławów
- Ładzyń
- Legacz
- Łęka
- Lubomin
- Mały Stanisławów
- Ołdakowizna
- Papiernia
- Porąb
- Prądzewo
- Pustelnik
- Retków
- Rządza
- Sokóle
- Stanisławów
- Suchowizna
- Szymankowszczyzna
- Wólka Czarnińska
- Wólka Piecząca
- Wólka Wybraniecka
- Wólka-Konstancja
- Zalesie
- Zawiesiuchy

### Gminy voisines
La gmina de Stanisławów est voisine de :
- la ville de :
  - Zielonka
- des gminy suivantes :
  - Dębe Wielkie
  - Dobre
  - Jakubów
  - Mińsk Mazowiecki
  - Poświętne
  - Strachówka

## Structure du terrain
D'après les données de 2002, la superficie de la commune de Stanisławów est de 106,01 km2, répartis comme tel :
- terres agricoles : 64%
- forêts : 28%

La commune représente 9,1% de la superficie du powiat.

## Démographie
Données du 30 juin 2004 :
| Description        | Total  | Total | Femmes | Femmes | Hommes | Hommes |
| ------------------ | ------ | ----- | ------ | ------ | ------ | ------ |
| Unité              | Nombre | %     | Nombre | %      | Nombre | %      |
| Population         | 6 239  | 100   | 3 112  | 49,9   | 3 127  | 50,1   |
| Densité (hab./km²) | 58,9   | 58,9  | 29,4   | 29,4   | 29,5   | 29,5   |